# Jamie Redknapp
Jamie Frank Redknapp (ur. 25 czerwca 1973 w Barton on Sea) – były angielski piłkarz występujący na pozycji środkowego pomocnika.

## Kariera klubowa
Jamie karierę rozpoczynał w zespole Bournemouth, gdzie trenerem był jego ojciec. Mając ledwie 17 lat przeszedł do Liverpoolu za sumę 350 tys. funtów.
Początki w zespole z Anfield nie były łatwe dla Redknappa, ale mimo to dziewięć miesięcy po przyjściu do nowego klubu stał się najmłodszym piłkarzem The Reds, który dostał szansę gry na międzynarodowej arenie, grając przeciwko AJ Auxerre w Pucharze UEFA.
W sezonie 1999/00 został mianowany kapitanem drużyny Liverpoolu, jednak kontuzja zmusiła go do oglądania całego sezonu jako kibic. Jego niesamowite bramki wprawiały w zachwyt kibiców gromadzących się na Anfield Road, słynął z bardzo celnych podań. Z powodu kontuzji musiał opuścić wspomniany sezon, ale odebrał jako kapitan trofeum FA Cup, pomimo że nie zagrał w tym turnieju ani minuty.
Powrócił przed sezonem 2001/2002 i prezentował się bardzo dobrze. Kiedy Redknapp wrócił na boisko, po raz kolejny doznał kontuzji i musiał pauzować przez dłuższy okres. W październiku 2001 roku zagrał ostatni mecz z Charltonem i opuścił The Reds. Postanowił przenieść się do Tottenhamu Hotspur, gdzie grał aż do sezonu 2004/2005, kiedy to przeszedł do zespołu Southampton F.C. Był to ostatni sezon w karierze Redknappa, który po jego upływie zakończył piłkarską karierę.

## Kariera reprezentacyjna
Dzięki swojej dobrej dyspozycji Jamie dostał szansę gry w reprezentacji Anglii. Zagrał w jednym meczu na Euro 1996. W grach międzynarodowych zasłynął szczególnie tym, że swoim strzałem z dystansu zmusił kolumbijskiego bramkarza René Higuitę do niezwykłej parady o nazwie „Kopnięcie Skorpiona”.

## Życie prywatne
Urodził się w Barton on Sea, w hrabstwie Hampshire jako syn Sandry Harris i Henry’ego Jamesa „Harry’ego” Redknappa, piłkarza i trenera. Ma starszego brata Marka (ur. 1970). Jest kuzynem piłkarza Franka Lamparda; ich matki są bliźniaczkami.
29 cze 1998 poślubił piosenkarkę Louise Nurding, z którą ma dwóch synów – Charlesa „Charliego” Williama (ur. 27 lipca 2004) i Beau Henry’ego (ur. 10 listopada 2008). 29 grudnia 2017 doszło do rozwodu. 18 października 2021 ożenił się ze szwedzką modelką Fridą Andersson-Lourie. Mają syna Raphaela (ur. 24 listopada 2021).